# Air Haifa
Air Haifa ( אייר חיפה), est une compagnie aérienne d’Israël opérant au départ de l'Aéroport d'Haïfa dans le nord d'Israël. C’est la dernière compagnie aérienne créée dans le pays depuis les années 1990.

## Histoire

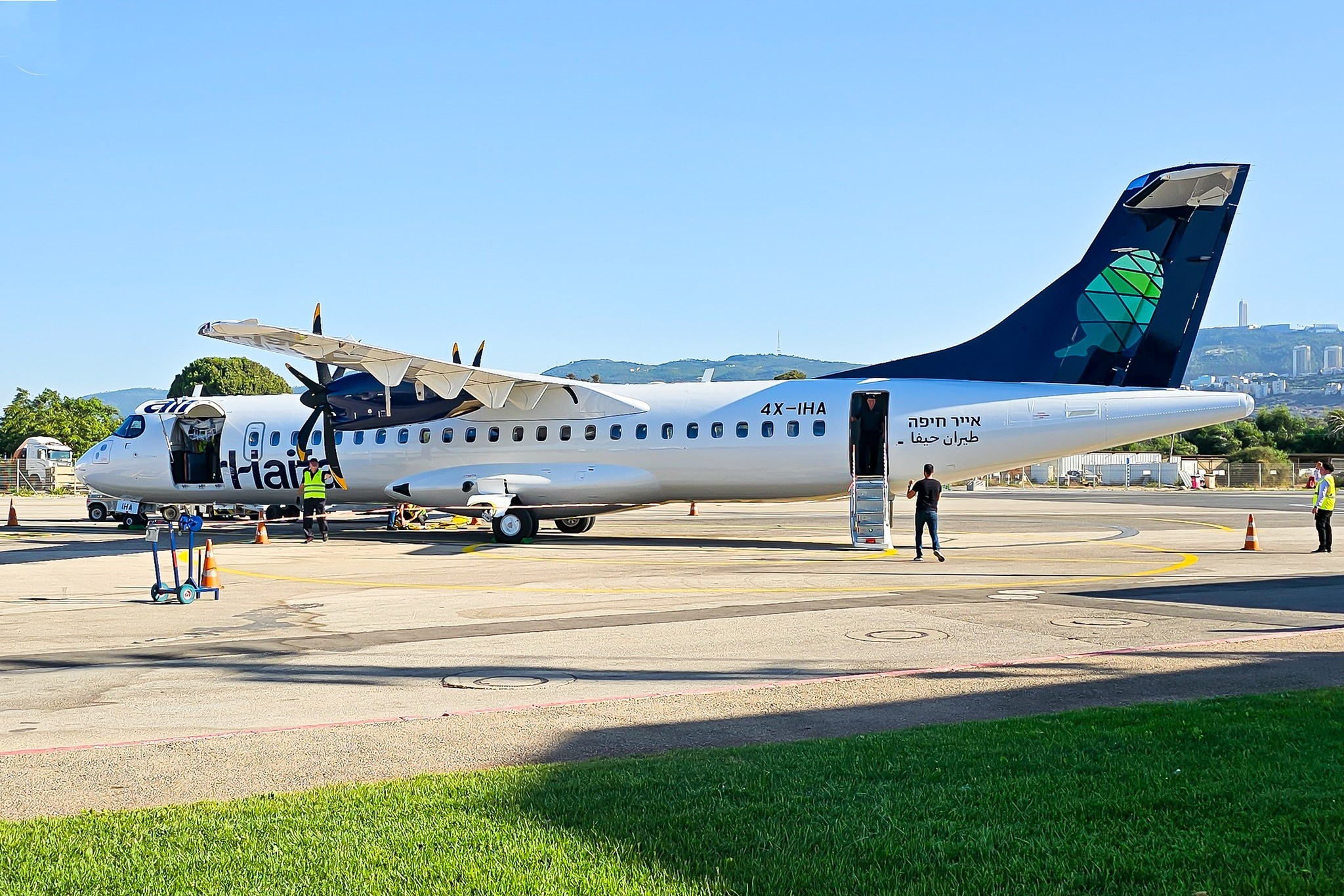
ATR 72 d'Air Haifa 4X-IHA à son arrivée le 28 juillet 2024 à Haïfa

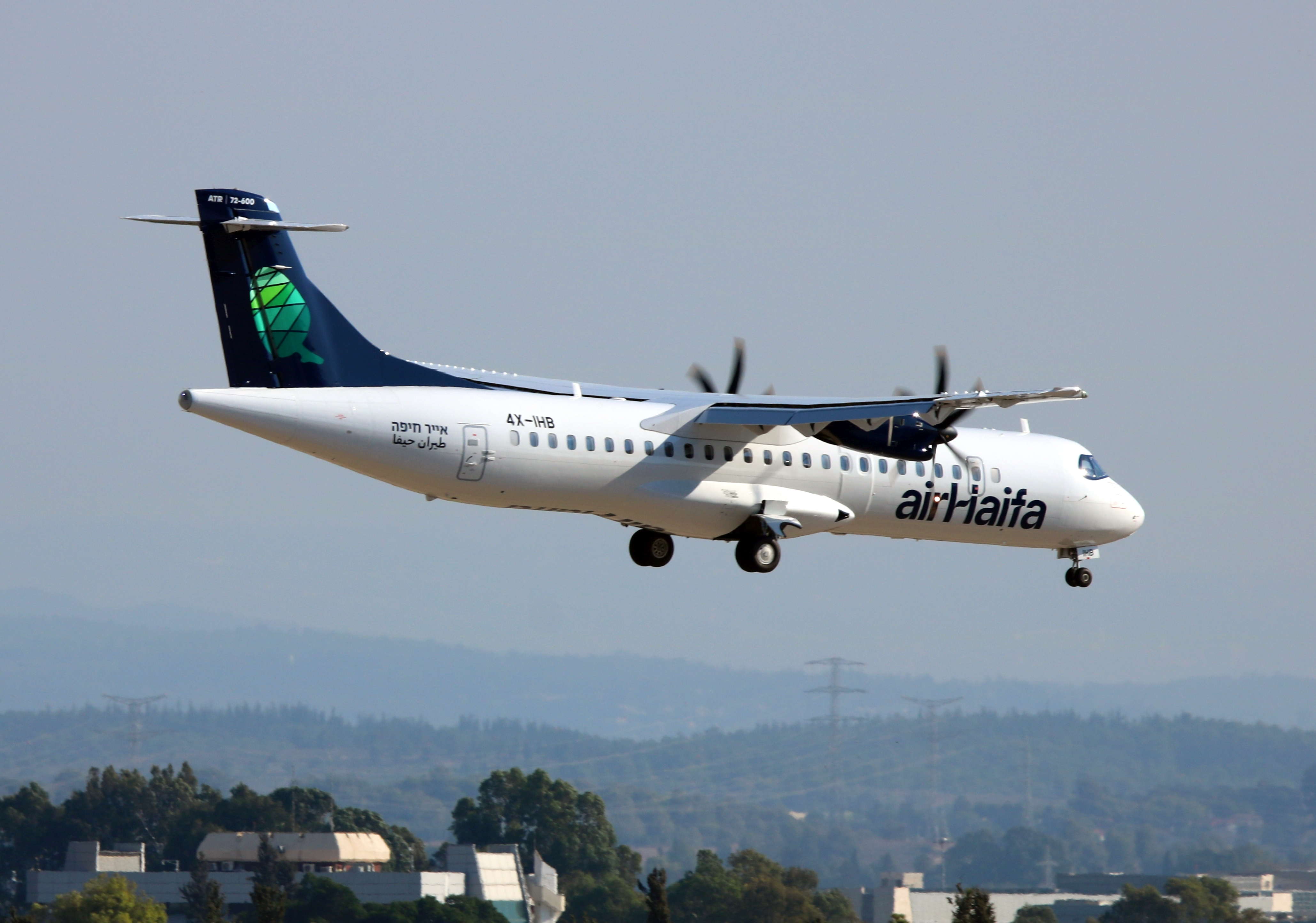
Le deuxième ATR-72 d'Air Haifa 4X-IHB le 10 octobre 2024 à Tel-Aviv Ben Gourion.

Air Haifa a été co-fondée en 2023 par un groupe d’entrepreneurs israéliens dirigé par Nir Zuk, fondateur américano-israélien du géant de la cyber-sécurité Palo Alto Networks, Lior Yavor ainsi que par Gonen Usishkin et Michael Strassburger, d'anciens cadres supérieurs de la compagnie nationale d’Israël El Al Israël Airlines.
Elle est la quatrième compagnie aérienne israélienne après El Al, Arkia et Israir Airlines qui pourrait soulager la congestion sévère à l’aéroport international David Ben Gourion près de Tel Aviv.
La compagnie aérienne fournira une connectivité aérienne à la région d'Haïfa qui permettra aux habitants du nord d'Israël de voyager plus facilement à l’étranger ou vers Eilat, station balnéaire au bord de la mer rouge et qui devrait également contribuer au développement du tourisme dans la région de Haïfa et dans le nord du pays (3,5 millions de personnes).
Elle devrait adoptée une politique de prix "Low-Cost",,.
Elle a reçu son premier avion à Toulouse le 26 juillet 2024, un ATR-72-600 flambant neuf (immatriculation française: F-WWEZ). Il est arrivé des usines de Toulouse à Haïfa le 28 juillet (immatriculation israélienne: 4X-IHA). Il reçoit un deuxième ATR-72-600 (immatriculation 4X-IHB) en octobre 2024 puis un troisième (immatriculation 4X-IHC) en provenance de Toulouse le 19 décembre 2024. Un quatrième appareil est en commande.
Air Haifa reçoit sa licence d'exploitation en septembre 2024, après quoi elle lance ses opérations commerciales à partir de l’aéroport de Tel-Aviv en attendant la réouverture de l'aéroport de Haïfa en plein conflit israélo-palestinien et avec les attaques par le Liban du Nord d'Israël.
Elle commence ses opérations au départ de l'aéroport de Tel-Aviv en attendant le réouverture de celui de Haïfa, avec sa liaison inaugurale le 30 septembre 2024 vers Eilat, deux fois par jour dans un premier temps. Elle propose par la suite 4 vols quotidiens vers Larnaca à Chypre le 14 octobre 2024,, en concurrence avec les compagnies israéliennes El Al, Arkia et Israir.
Le dimanche 22 décembre 2024, Air Haifa a inauguré ses services avec un vol inaugural vers Eilat suivi de son premier vol international vers Larnaca à Chypre au départ de Haïfa.

## Actionnariat
- Nir Tsuk (57 %)[18]
- Gonen Osyshkin (11%)
- Lior Yavor (11 %)
- Mickey Strasbourger (11%)
- Thé Papad (4,9%)
- Matri Meiri (société financière) (4,4 %)
- Ravi Daniele (0,4 %)
- Air Haifa Ltd. (0,3 %)

## Destinations
- Eilat[19]
- Chypre[19] : Larnaca
- Grèce[19] : Athènes

## Flotte
- ATR 72-600 immatriculés 4X-IHA, 4X-IHB et 4X-IHC.

## Classes de confort
- Classe unique pour le moment (72 places, espace de 76 cm pour les jambes, pas d'écran de divertissement individuel ou collectif)[20],[21].

## Compagnies affiliées
En cours de développement